# Stefano Caprioli
Stefano Caprioli (Venezia, 26 luglio 1962) è un compositore italiano, autore di colonne sonore per il cinema e per la televisione.
Caprioli è principalmente noto come compositore di colonne sonore di film e serie TV. 

## Carriera
Nasce a Venezia nel 1962.
Frequenta il conservatorio di Venezia, dove si diploma in pianoforte nel 1983, dopodiché collabora con Nicola Piovani. Agli inizi degli anni '90, comincia a produrre musica in proprio per TV e cinema. 
I seguito egli diventa il direttore musicale in numerose trasmissioni televisive di successo come Domenica In nelle stagioni 2003/04 e 2004/05. Tra le numerose opere cinematografiche delle quali ha curato la musica vi sono L'uomo che rubò la Gioconda e Matrimoni e altri disastri.

## Filmografia
- Corsa di Primavera (1989)
- Dove comincia la notte (1991)
- L'amico d'infanzia (1993)
- Dichiarazioni d'amore (1994)
- Come due coccodrilli (1994)
- Barnabo dalle montagne (1994)
- Amarsi può darsi (1999)
- Sacco e Vanzetti (2005)
- L'uomo che rubò la Gioconda (2006)
- La perfezionista (2009)
- So che ritornerai (2009)
- Matrimoni e altri disastri (2010)
- The Elevator (2013)
- L'esercito più piccolo del mondo (2015)
- Archivio Segreto Vaticano (2015)
- Ho amici in Paradiso (2016)
- Free - Liberi (2020)